# 4 Hours of Le Castellet 2025

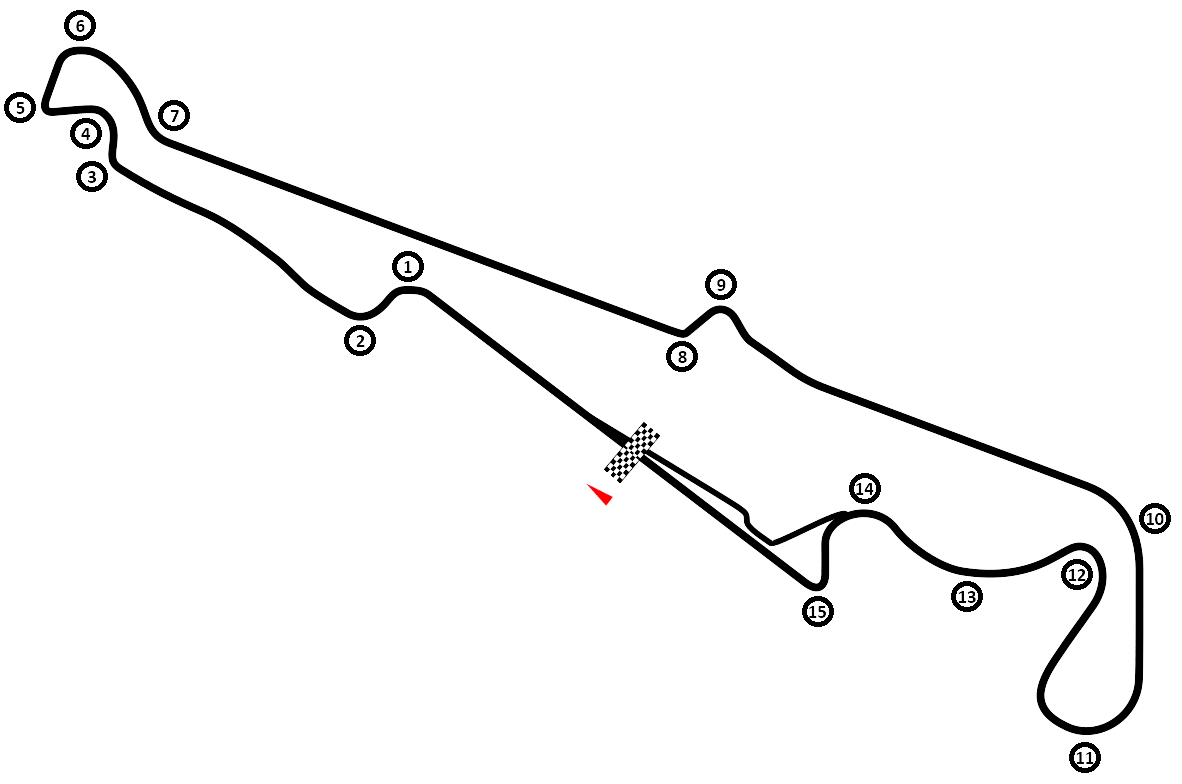
Tor Paul Ricard

4 Hours of Le Castellet 2025 – długodystansowy wyścig samochodowy, który odbył się 4 maja 2025 roku jako druga runda sezonu 2025 serii European Le Mans Series

## Tło
Ta edycja wyścigu była pierwszą od 2017 roku, która skorzystała z nitki toru zawierającej szykanę na prostej Mistral.
Podczas tego weekendu wyścigowego zadebiutowała nowa mieszanka opon w klasie LMP2.

## Uczestnicy
Lista startowa została opublikowana 24 kwietnia 2025 roku i zawierała 44 zgłoszenia w 4 kategoriach – 13 w LMP2, 8 w LMP2 Pro/Am, 10 w LMP3 oraz 13 w LMGT3.

## Harmonogram
| Dzień             | Godzina | Sesja                                   | Długość   |
| ----------------- | ------- | --------------------------------------- | --------- |
| Piątek, 2 maja    | 11:00   | Pierwsza sesja treningowa               | 90 minut  |
| Piątek, 2 maja    | 15:00   | Sesja dla kierowców z brązową kategorią | 30 minut  |
| Sobota, 3 maja    | 10:10   | Druga sesja treningowa                  | 90 minut  |
| Sobota, 3 maja    | 14:20   | Sesja kwalifikacyjna – LMGT3            | 15 minut  |
| Sobota, 3 maja    | 14:45   | Sesja kwalifikacyjna – LMP3             | 15 minut  |
| Sobota, 3 maja    | 15:10   | Sesja kwalifikacyjna – LMP2 Pro/Am      | 15 minut  |
| Sobota, 3 maja    | 15:35   | Sesja kwalifikacyjna – LMP2             | 15 minut  |
| Niedziela, 4 maja | 12:00   | Wyścig                                  | 4 godziny |
| Źródło            |         |                                         |           |

## Sesje treningowe
| Klasa                                   | Zespół                     | Samochód                       | Czas           | Okr.           |
| Sesja pierwsza                          | Sesja pierwsza             | Sesja pierwsza                 | Sesja pierwsza | Sesja pierwsza |
| --------------------------------------- | -------------------------- | ------------------------------ | -------------- | -------------- |
| LMP2                                    | #9 Iron Lynx – Proton      | Oreca 07                       | 1:49,096       | 40             |
| LMP2 Pro/Am                             | #3 DKR Engineering         | Oreca 07                       | 1:50,437       | 30             |
| LMP3                                    | #17 CLX Motorsport         | Ligier JS P325                 | 1:58,701       | 32             |
| LMGT3                                   | #51 AF Corse               | Ferrari 296 LMGT3              | 2:03,716       | 35             |
| Sesja dla kierowców z brązową kategorią |                            |                                |                |                |
| LMP2 Pro/Am                             | #77 Proton Competition     | Oreca 07                       | 1:52,246       | 13             |
| LMP3                                    | #68 M Racing               | Ligier JS P325                 | 2:00,252       | 14             |
| LMGT3                                   | #59 Racing Spirit of Léman | Aston Martin Vantage AMR LMGT3 | 2:04,916       | 12             |
| Sesja druga                             |                            |                                |                |                |
| LMP2                                    | #9 Iron Lynx – Proton      | Oreca 07                       | 1:49,736       | 40             |
| LMP2 Pro/Am                             | #99 AO by TF               | Oreca 07                       | 1:50,309       | 39             |
| LMP3                                    | #17 CLX Motorsport         | Ligier JS P325                 | 1:59,539       | 29             |
| LMGT3                                   | #50 Richard Mille AF Corse | Ferrari 296 LMGT3              | 2:03,621       | 35             |

## Kwalifikacje
Pole position w każdej kategorii oznaczone jest pogrubieniem.
| Poz.   | Klasa       | Zespół                        | Kierowca             | Czas     | Strata  | Poz. s. |
| ------ | ----------- | ----------------------------- | -------------------- | -------- | ------- | ------- |
| 1      | LMP2        | #43 Inter Europol Competition | Nicholas Yelloly     | 1:48,741 | —       | 1       |
| 2      | LMP2        | #48 VDS Panis Racing          | Charles Milesi       | 1:48,976 | +0,235  | 2       |
| 3      | LMP2        | #9 Iron Lynx – Proton         | Matteo Cairoli       | 1:49,009 | +0,268  | 3       |
| 4      | LMP2        | #18 IDEC Sport                | Mathys Jaubert       | 1:49,206 | +0,465  | 4       |
| 5      | LMP2        | #34 Inter Europol Competition | Luca Ghiotto         | 1:49,436 | +0,695  | 5       |
| 6      | LMP2        | #37 CLX – Pure Rxcing         | Tom Blomqvist        | 1:49,502 | +0,761  | 6       |
| 7      | LMP2        | #28 IDEC Sport                | Paul-Loup Chatin     | 1:49,503 | +0,762  | 7       |
| 8      | LMP2        | #30 Duqueine Team             | Reshad de Gerus      | 1:49,583 | +0,842  | 8       |
| 9      | LMP2        | #25 Algarve Pro Racing        | Théo Pourchaire      | 1:49,778 | +1,037  | 9       |
| 10     | LMP2        | #47 CLX Motorsport            | Enzo Fittipaldi      | 1:49,817 | +1,076  | 10      |
| 11     | LMP2        | #10 Vector Sport              | Pietro Fittipaldi    | 1:49,894 | +1,153  | 11      |
| 12     | LMP2        | #24 Nielsen Racing            | Ferdinand Habsburg   | 1:49,906 | +1,165  | 12      |
| 13     | LMP2        | #22 United Autosports         | Benjamin Hanley      | 1:50,029 | +1,288  | 13      |
| 14     | LMP2 Pro/Am | #99 AO by TF                  | P.J. Hyett           | 1:51,442 | +2,701  | 14      |
| 15     | LMP2 Pro/Am | #77 Proton Competition        | Giorgio Roda         | 1:51,586 | +2,845  | 15      |
| 16     | LMP2 Pro/Am | #29 TDS Racing                | Rodrigo Sales        | 1:52,353 | +3,612  | 16      |
| 17     | LMP2 Pro/Am | #3 DKR Engineering            | Georgios Kolovos     | 1:53,053 | +4,312  | 17      |
| 18     | LMP2 Pro/Am | #21 United Autosports         | Daniel Schneider     | 1:53,495 | +4,754  | 18      |
| 19     | LMP2 Pro/Am | #27 Nielsen Racing            | Anthony Wells        | 1:53,864 | +5,123  | 19      |
| 20     | LMP2 Pro/Am | #20 Algarve Pro Racing        | Kriton Lendoudis     | 1:56,533 | +7,792  | 20      |
| 21     | LMP3        | #17 CLX Motorsport            | Adrien Closmenil     | 1:57,194 | +8,453  | 22      |
| 22     | LMP3        | #8 Team Virage                | Rik Koen             | 1:58,119 | +9,378  | 22      |
| 23     | LMP3        | #12 WTM by Rinaldi Racing     | Griffin Peebles      | 1:58,186 | +9,445  | 24      |
| 24     | LMP3        | #11 Eurointernational         | Ian Aguilera         | 1:58,267 | +9,526  | 25      |
| 25     | LMP3        | #15 RLR MSport                | Gillian Henrion      | 1:58,321 | +9,580  | 26      |
| 26     | LMP3        | #68 M Racing                  | Quentin Antonel      | 1:58,412 | +9,671  | 27      |
| 27     | LMP3        | #88 Inter Europol Competition | Reece Gold           | 1:58,579 | +9,838  | 28      |
| 28     | LMP3        | #4 DKR Engineering            | Wyatt Brichacek      | 1:58,871 | +10,130 | 29      |
| 29     | LMP3        | #31 Racing Spirit of Léman    | Marius Fossard       | 1:58,940 | +10,199 | 30      |
| 30     | LMP3        | #35 Ultimate                  | Jean-Baptiste Lahaye | 1:59,112 | +10,371 | 31      |
| 31     | LMGT3       | #59 Racing Spirit of Léman    | Clément Mateu        | 2:04,641 | +15,900 | 32      |
| 32     | LMGT3       | #55 Spirit of Race            | Duncan Cameron       | 2:05,364 | +16,623 | 33      |
| 33     | LMGT3       | #63 Iron Lynx                 | Martin Berry         | 2:05,417 | +16,676 | 34      |
| 34     | LMGT3       | #50 Richard Mille AF Corse    | Custodio Toledo      | 2:05,500 | +16,759 | 35      |
| 35     | LMGT3       | #74 Kessel Racing             | Andrew Gilbert       | 2:05,673 | +16,932 | 36      |
| 36     | LMGT3       | #85 Iron Dames                | Célia Martin         | 2:05,712 | +16,971 | 37      |
| 37     | LMGT3       | #82 TF Sport                  | Hiroshi Koizumi      | 2:06,136 | +17,395 | 38      |
| 38     | LMGT3       | #60 Proton Competition        | Christian Ried       | 2:06,441 | +17,700 | 39      |
| 39     | LMGT3       | #51 AF Corse                  | Charles-Henri Samani | 2:06,683 | +17,942 | 40      |
| 40     | LMGT3       | #66 JMW Motorsport            | Scott Noble          | 2:06,741 | +18,000 | 41      |
| 41     | LMGT3       | #57 Kessel Racing             | Takeshi Kimura       | 2:06,806 | +18,065 | 42      |
| 42     | LMGT3       | #86 GR Racing                 | Michael Wainwright   | 2:07,261 | +18,520 | 43      |
| 43     | LMGT3       | #23 United Autosports         | Michael Birch        | 2:08,501 | +19,760 | 44      |
| 44     | LMP2 Pro/Am | #83 AF Corse                  | —                    | —        | —       | 21      |
| Źródła |             |                               |                      |          |         |         |

## Wyścig

### Wyniki
Minimum do bycia sklasyfikowanym (70 procent dystansu pokonanego przez zwycięzców wyścigu) wyniosło 74 okrążeń. Zwycięzcy klas są oznaczeni pogrubieniem.
| Poz.              | Klasa                     | Zespół                                           | Kierowcy                                                 | Samochód                       | Opony | Okr. | Czas/Strata  |
| ----------------- | ------------------------- | ------------------------------------------------ | -------------------------------------------------------- | ------------------------------ | ----- | ---- | ------------ |
| 1                 | LMP2                      | #18 IDEC Sport                                   | Jamie Chadwick Mathys Jaubert Daniel Juncadella          | Oreca 07                       | G     | 107  | 4:01:44,201  |
| 2                 | LMP2 Pro/Am               | #27 Nielsen Racing                               | Anthony Wells James Allen Sérgio Sette Câmara            | Oreca 07                       | G     | 107  | +1,885       |
| 3                 | LMP2 Pro/Am               | #99 AO by TF                                     | P.J. Hyett Louis Delétraz Dane Cameron                   | Oreca 07                       | G     | 107  | +6,165       |
| 4                 | LMP2                      | #43 Inter Europol Competition                    | Jakub Śmiechowski Tom Dillmann Nicholas Yelloly          | Oreca 07                       | G     | 107  | +10,293      |
| 5                 | LMP2 Pro/Am               | #29 TDS Racing                                   | Rodrigo Sales Mathias Beche Clément Novalak              | Oreca 07                       | G     | 107  | +14,038      |
| 6                 | LMP2 Pro/Am               | #77 Proton Competition                           | Giorgio Roda René Binder Bent Viscaal                    | Oreca 07                       | G     | 107  | +15,071      |
| 7                 | LMP2 Pro/Am               | #21 United Autosports                            | Daniel Schneider Marino Satō Oliver Jarvis               | Oreca 07                       | G     | 107  | +51,556      |
| 8                 | LMP2                      | #47 CLX Motorsport                               | Manuel Espirito Santo Enzo Fittipaldi Luis Felipe Derani | Oreca 07                       | G     | 107  | +59,971      |
| 9                 | LMP2                      | #10 Vector Sport                                 | Ryan Cullen Władisław Łomko Pietro Fittipaldi            | Oreca 07                       | G     | 107  | +1:09,141    |
| 10                | LMP2 Pro/Am               | #20 Algarve Pro Racing                           | Kriton Lendoudis Alexander Quinn Olli Caldwell           | Oreca 07                       | G     | 107  | +1:25,309    |
| 11                | LMP2                      | #24 Nielsen Racing                               | Cem Bölükbaşı Ferdinand Habsburg Filipe Albuquerque      | Oreca 07                       | G     | 107  | +1:28,243    |
| 12                | LMP2                      | #48 VDS Panis Racing                             | Oliver Gray Charles Milesi Esteban Masson                | Oreca 07                       | G     | 107  | +1:28,376    |
| 13                | LMP2                      | #30 Duqueine Team                                | Francesco Simonazzi Roy Nissany Reshad de Gerus          | Oreca 07                       | G     | 107  | +1:34,199    |
| 14                | LMP2                      | #25 Algarve Pro Racing                           | Matthias Kaiser Lorenzo Fluxá Théo Pourchaire            | Oreca 07                       | G     | 107  | +1:34,582    |
| 15                | LMP2                      | #22 United Autosports                            | Manuel Maldonado Grégoire Saucy Benjamin Hanley          | Oreca 07                       | G     | 106  | +1 okrążenie |
| 16                | LMP2 Pro/Am               | #3 DKR Engineering                               | Georgios Kolovos Laurents Hörr Thomas Laurent            | Oreca 07                       | G     | 106  | +1 okrążenie |
| 17                | LMP2                      | #34 Inter Europol Competition                    | Pedro Perino Jean-Baptiste Simmenauer Luca Ghiotto       | Oreca 07                       | G     | 103  | +4 okrążenia |
| 18                | LMP2                      | #28 IDEC Sport                                   | Paul Lafargue Job van Uitert Paul-Loup Chatin            | Oreca 07                       | G     | 102  | +5 okrążeń   |
| 19                | LMP3                      | #17 CLX Motorsport                               | Paul Lanchère Adrien Closmenil Theodor Jensen            | Ligier JS P325                 | M     | 102  | +5 okrążeń   |
| 20                | LMP3                      | #68 M Racing                                     | Stéphane Tribaudini Quentin Antonel                      | Ligier JS P325                 | M     | 102  | +5 okrążeń   |
| 21                | LMP3                      | #11 Eurointernational                            | Fabien Michal Ian Aguilera                               | Ligier JS P325                 | M     | 102  | +5 okrążeń   |
| 22                | LMP3                      | #88 Inter Europol Competition                    | Timothy Creswick Douwe Dedecker Reece Gold               | Ligier JS P325                 | M     | 101  | +6 okrążeń   |
| 23                | LMP3                      | #4 DKR Engineering                               | Antti Rammo Wyatt Brichacek Mikkel Gaarde Pedersen       | Ginetta G61-LT-P325-Evo        | M     | 101  | +6 okrążeń   |
| 24                | LMP3                      | #35 Ultimate                                     | Louis Stern Jean-Baptiste Lahaye Matthieu Lahaye         | Ligier JS P325                 | M     | 101  | +6 okrążeń   |
| 25                | LMP3                      | #31 Racing Spirit of Léman                       | Jacques Wolff Jean-Ludovic Foubert Marius Fossard        | Ligier JS P325                 | M     | 100  | +7 okrążeń   |
| 26                | LMGT3                     | #50 Richard Mille AF Corse                       | Custodio Toledo Lilou Wadoux Riccardo Agostini           | Ferrari 296 LMGT3              | G     | 100  | +7 okrążeń   |
| 27                | LMGT3                     | #63 Iron Lynx                                    | Martin Berry Lorcan Hanafin Fabian Schiller              | Mercedes-AMG LMGT3             | G     | 100  | +7 okrążeń   |
| 28                | LMGT3                     | #86 GR Racing                                    | Michael Wainwright Riccardo Pera Tom Fleming             | Ferrari 296 LMGT3              | G     | 100  | +7 okrążeń   |
| 29                | LMGT3                     | #55 Spirit of Race                               | Duncan Cameron David Perel Matthew Griffin               | Ferrari 296 LMGT3              | G     | 100  | +7 okrążeń   |
| 30                | LMGT3                     | #51 AF Corse                                     | Charles-Henri Samani Conrad Laursen Davide Rigon         | Ferrari 296 LMGT3              | G     | 100  | +7 okrążeń   |
| 31                | LMGT3                     | #59 Racing Spirit of Léman                       | Clément Mateu Erwan Bastard Valentin Hasse-Clot          | Aston Martin Vantage AMR LMGT3 | G     | 100  | +7 okrążeń   |
| 32                | LMGT3                     | #85 Iron Dames                                   | Célia Martin Sarah Bovy Michelle Gatting                 | Porsche 911 GT3 R LMGT3 (992)  | G     | 100  | +7 okrążeń   |
| 33                | LMGT3                     | #60 Proton Competition                           | Christian Ried Matteo Cressoni Alessio Picariello        | Porsche 911 GT3 R LMGT3 (992)  | G     | 99   | +8 okrążeń   |
| 34                | LMGT3                     | #57 Kessel Racing                                | Takeshi Kimura Ben Tuck James Calado                     | Ferrari 296 LMGT3              | G     | 99   | +8 okrążeń   |
| 35                | LMGT3                     | #66 JMW Motorsport                               | Scott Noble Jason Hart Gianmaria Bruni                   | Ferrari 296 LMGT3              | G     | 99   | +8 okrążeń   |
| 36                | LMGT3                     | #23 United Autosports                            | Michael Birch Garnet Patterson Wayne Boyd                | McLaren 720S LMGT3 Evo         | G     | 99   | +8 okrążeń   |
| 37                | LMP2 Pro/Am               | #83 AF Corse                                     | François Perrodo Matthieu Vaxivière Nicklas Nielsen      | Oreca 07                       | G     | 98   | +9 okrążeń   |
| Niesklasyfikowani |                           |                                                  |                                                          |                                |       |      |              |
|                   | LMGT3                     | #82 TF Sport                                     | Hiroshi Koizumi Rui Andrade Charlie Eastwood             | Corvette Z06 LMGT3.R           | G     | 95   |              |
| LMP3              | #12 WTM by Rinaldi Racing | Torsten Kratz Leonard Weiss Griffin Peebles      | Duqueine D09                                             | M                              | 80    |      |              |
| LMP2              | #9 Iron Lynx – Proton     | Jonas Ried Macéo Capietto Matteo Cairoli         | Oreca 07                                                 | G                              | 78    |      |              |
| LMP3              | #15 RLR MSport            | Michael Jensen Nick Adcock Gillian Henrion       | Ligier JS P325                                           | M                              | 69    |      |              |
| LMGT3             | #74 Kessel Racing         | Andrew Gilbert Fran Rueda Miguel Molina          | Ferrari 296 LMGT3                                        | G                              | 48    |      |              |
| LMP2              | #37 CLX – Pure Rxcing     | Alaksandr Małychin Tristan Vautier Tom Blomqvist | Oreca 07                                                 | G                              | 20    |      |              |
| LMP3              | #8 Team Virage            | Jacek Zielonka Daniel Nogales Rik Koen           | Ligier JS P325                                           | M                              | 1     |      |              |

### Statystyki

#### Najszybsze okrążenie
| Klasa       | Kierowca         | Zespół                | Czas     | Okr. |
| ----------- | ---------------- | --------------------- | -------- | ---- |
| LMP2        | Matteo Cairoli   | #9 Iron Lynx – Proton | 1:51,281 | 71   |
| LMP2 Pro/Am | Louis Delétraz   | #99 AO by TF          | 1:51,309 | 79   |
| LMP3        | Adrien Closmenil | #17 CLX Motorsport    | 2:00,132 | 73   |
| LMGT3       | Conrad Laursen   | #51 AF Corse          | 2:03,757 | 74   |
| Źródło      |                  |                       |          |      |